# P18+ (televisiezender)
P18+ was een Belgische televisiezender die van 5 oktober 2003 tot 13 augustus 2010 op de Nederlandse televisie te zien was.
In 2003 werd de zender ITV2 van News Corporation overgenomen door Holland Media Groep en uiteindelijk werd de zender hernoemd naar V8. Het aanvankelijke plan was om Veronica, na het vertrek uit de Holland Media Groep, op de zender te laten uitzenden. Het idee achter de naam V8 was dat dit visueel een verbastering zou zijn van de letters VOO (de twee OO's gekanteld vormen een 8). De gesprekken tussen SBS en Veronica liepen initieel echter stuk en de zender werd V8.
Talpa startte in 2011 een nieuwe televisiezender, deze was echter weinig succesvol, binnen een jaar werd deze weer opgeheven. In 2010 voerde Veronica eerst nog gesprekken met BNN om mogelijk terug te keren als publieke omroep. Dit zou betekenen dat de naam Veronica op televisie zou verdwijnen. Uiteindelijk werden de gesprekken met SBS hervat en slaagden ditmaal. Sinds 13 augustus 2010 zendt Veronica uit op het kanaal van P18+.
De stem van de zender als Minimax was Robert Jensen en Tatjana Šimić, van 2003 tot 2004 Cees Geel, de huidige zenderstem was Troy Duran.
De zender richtte zich voornamelijk op de leeftijdsgroep 15 tot 25 jaar. De programmering van P18+ bestond voornamelijk uit buitenlandse films en series, zoals The A-Team, Married... with Children, Dark Angel en Knight Rider. Daarnaast zond de zender ook enkele Nederlandse producties uit, zoals Fear Factor, Een rug te ver, Six in the Sun en BUSeta's. Bekende gezichten van P18+ waren Fabienne de Vries en Eddy Zoëy.

## Geschiedenis van het voormalige kanaal P18+
Het kanaal waar P18+ vroeger op uitzond (op de meeste televisietoestellen te ontvangen tussen 700 en 720 MHz), is sinds 1 mei 1995 in gebruik voor televisie-uitzendingen. Hieronder volgt een chronologische lijst van televisiezenders die in de loop der jaren op dit kanaal hebben uitgezonden.